# Радіо «Сковорода»
Радіо «Сковорода» — українська недержавна радіостанція, заснована 2015 року у Львові чотирма однодумцями (Андрій Чемес, Володимир Бєглов, Мар'яна Романяк та Артем Галицький), які до цього працювали у різних ЗМІ, серед яких радіостанції: «FM Галичина», «Вголос», РадіоМан, Львівська хвиля, ТРК «Львів».

## Життєпис
Станцію засновано 15 вересня 2015 року, повноцінне мовлення почалось у жовтні того ж року. За основу назви взято Григорія Сковороду, самі засновники так коментують своє ім'я: «Ми зупинилися на постаті Сковороди, бо свого часу він був таким новатором і навіть у деякому плані хіпстером».
Одним із завдань радіо є формування класичного уявлення українське модне та прогресивне. Формат ефіру наразі дуже вільний, вести програми може зголоситись будь-хто, якщо має навички та має що сказати слухачам. Українське, на думку засновників, радіо має «стати модним».
За перший тиждень роботи станція нарахувала 14 тис. слухачів ефіру. Музичний редактор ефіру, Артем Галицький, приділяє чимало уваги не тільки відомим виконавцям, але і новим українським іменам, які ще невідомі широкому загалу слухачів.

## Формат
Формат радіостанції − музично-інформаційно-розмовний. Основна музична складова каналу: прогресивна українська та іноземна музика. Серед інших, на радіо часто можна почути таких виконавців: ONUKA, Бумбокс, Pianoбой, Джамала, Крихітка та інша музика у форматі інді, інді-рок тощо.
Цільова аудиторія станції − слухачі віком від 18 до 30 років.
Серед гостей студії були Сергій Жадан, Юрій Андрухович, ДахаБраха, Оркестр Че, Джамала, Валерій Харчишин (гурт «Друга Ріка»), Один в каное, Олексій Согомонов (продюсер гурту «Бумбокс»), Оксана Забужко, Хамерман знищує віруси та інші.

## «Мандрівна» студія
Час від часу ведучі проводять ефіри з незвичайних місць. Це може бути кафе, торговельний центр або інше публічне місце Львова.